# Іклензел
Іклензел (рум. Iclănzel) — село у повіті Муреш в Румунії. Адміністративний центр комуни Іклензел.
Село розташоване на відстані 272 км на північний захід від Бухареста, 22 км на захід від Тиргу-Муреша, 58 км на південний схід від Клуж-Напоки, 141 км на північний захід від Брашова.

## Населення
За даними перепису населення 2002 року у селі проживали 480 осіб. Рідною мовою 476 осіб (99,2%) назвали румунську.
Національний склад населення села:
| Національність | Кількість осіб | Відсоток |
| -------------- | -------------- | -------- |
| румуни         | 425            | 88,5%    |
| цигани         | 55             | 11,5%    |